# エンパイアメーカー
エンパイアメーカー（英：Empire Maker）はアメリカ合衆国の競走馬、種牡馬である。競走馬時代の主戦騎手はジェリー・ベイリーが務め、全8戦すべての競走で騎乗した。エンパイアメイカーと表記される場合もある。

## 競走馬時代

### 2002年（2歳）
10月にベルモントパーク競馬場で競走馬デビュー戦を迎え、デビュー戦で初勝利を挙げた。続く重賞競走初挑戦となった11月のレムゼンステークス (G2) では3着となり、その後は休養に入った。

### 2003年（3歳）
休養を終えて、2月に復帰戦となった準重賞競走で2着となり、3月にG1競走初挑戦となるフロリダダービーに出走し、2着馬に9馬身3/4差をつけて勝利してG1競走初勝利を挙げた。続く4月のウッドメモリアルステークスでは1番人気に支持され、レースでは2着となったファニーサイドから半馬身差で先着し、G1競走2勝目を挙げた。そしてG1競走2連勝で迎えた5月のケンタッキーダービーでも1番人気に支持されたが、レースではファニーサイドに3/4差で敗れて2着だった。次走はプリークネスステークスを回避してベルモントステークスに出走し、レースでは2着となったイリノイダービー馬のテンモーストウォンテッドを3/4差で抑えて勝利した。なお前走対戦して敗れた二冠馬のファニーサイドは3着だった。8月にはジムダンディーステークス (G2) で1番人気に支持されたが、ストロングホープにクビ差で敗れて2着となり、その後怪我が原因で競走馬を引退した。

## 種牡馬時代
4歳となった2004年より生まれ故郷でもあるケンタッキー州のジュドモントファームで種牡馬入りした。初年度は種付け料は10万ドルで111頭の繁殖牝馬との交配を行った。
2007年には初年度産駒のカントリースターがアルシバイアディーズステークスを制して産駒がG1競走初勝利を挙げている。
種付け料は種牡馬入り以来10万ドルで設定されていたが、2009年は7万5000ドル、2010年は5万ドルとなっている。
日本には、数は少ないが競走馬としての輸入された産駒と持込馬として日本で誕生した産駒が競走馬デビューしており、2008年に初年度産駒で唯一日本で走る持込馬のトーセンスターンが中央競馬で産駒の初勝利を記録している。さらに2007年生まれ産駒にはダンスパートナーとの仔（フェデラリスト）やウインドインハーヘアの孫や曾孫にあたる良血馬もいる。
2010年11月には日本軽種馬協会に売却され、2011年から日本の日本軽種馬協会静内種馬場で供用される。初年度の種付け料は条件によるが200 - 300万円で、初年度は204頭に種付けを行った。
2016年からはアメリカに戻り、ゲインズウェイファームで種牡馬生活を送る。
2020年1月20日に免疫系の珍しい病気によるダメージで死去した。

### 主な産駒
※日本馬（カナ表記）以外についてはG1級競走優勝馬のみ記載。
- 2005年生
  - Country Star / カントリースター（2007年アルシバイアディーズステークス、ハリウッドスターレットステークス）
  - Icon Project / アイコンプロジェクト（2009年パーソナルエンスンステークス）
  - Mushka / ムシュカ（2009年スピンスターステークス）
  - Acoma / アコマ（2010年スピンスターステークス）
  - Battle Plan / バトルプラン（2010年ニューオリンズハンデキャップ(米G2)、種牡馬）
- 2006年生
  - Pioneerof the Nile / パイオニアオブザナイル（2008年キャッシュコールフューチュリティ、2009年サンタアニタダービー、ケンタッキーダービー2着、種牡馬）
- 2007年生
  - フェデラリスト（2012年中山記念、中山金杯、種牡馬）
- 2008年生
  - Royal Delta / ロイヤルデルタ（2011年ブリーダーズカップ・レディーズクラシック、アラバマステークス、2012年ブリーダーズカップ・レディーズクラシック、ベルデイムステークス、デラウェアハンデキャップ、2013年パーソナルエンスンハンデキャップ、デラウェアハンデキャップ）
  - Last Full Measure / ラストフルメジャー（2013年マディソンステークス）
- 2009年生
  - Bodemeister / ボーディマイスター（2012年アーカンソーダービー、ケンタッキーダービー2着、プリークネスステークス2着）
  - Grace Hall / グレースホール（2011年スピナウェイステークス）
  - In Lingerie / インランジェリー（2012年スピンスターステークス）
  - イジゲン（2012年武蔵野ステークス）
- 2010年生
  - Emollient / エモリエント（2013年アッシュランドステークス、アメリカンオークス、スピンスターステークス、2014年ロデオドライブステークス）
- 2011年生
  - Teletext / テレテキスト（2016年二聖モスクの守護者カップ（サウジアラビアG1））
- 2012年生
  - マイティティー（2017年ブリーダーズゴールドカップ）
  - キクノステラ（2019年東海桜花賞）
- 2013年生
  - エテルナミノル（2018年愛知杯）
  - エンパイアペガサス（2016年スプリングカップ、やまびこ賞、岩手ダービーダイヤモンドカップ、イーハトーブマイル、不来方賞、2017年報知グランプリカップ、あすなろ賞、一條記念みちのく大賞典、桐花賞、2018年オグリキャップ記念、みちのく大賞典、青藍賞、北上川大賞典、2019年青藍賞、白嶺賞、2020年北上川大賞典、桐花賞、2021年みちのく大賞典、北上川大賞典）
  - タガノジーニアス（2020年名港盃、東海菊花賞）
- 2014年生
  - タガノディグオ（2017年兵庫チャンピオンシップ）
  - グランドボヌール（2019年サマーチャンピオン）
  - ヒストリーメイカー（2023年白鷺賞、中島記念）
- 2017年生
  - Eight Rings / エイトリングズ（2019年アメリカンファラオステークス）
- 2018年生
  - Queen Goddess / クイーンゴッデス（2021年アメリカンオークス）

### 母の父としての主な産駒
※日本馬（カナ表記）以外についてはG1級競走優勝馬のみ記載。
- 2013年生
  - Outwork / アウトワーク（2016年ウッドメモリアルステークス）
- 2014年生
  - Arklow / アークロウ（2019年ジョーハーシュ・ターフクラシックステークス）
- 2015年生
  - Separationofpowers / セパレーションオブパワーズ（2017年フリゼットステークス、2018年テストステークス）
  - エアアルマス（2020年東海ステークス）
- 2016年生
  - Valiance / ヴァリアンス（2020年スピンスターステークス）
- 2017年生
  - Silver State / シルバーステート（2021年メトロポリタンハンデキャップ）
  - シーサンプーター（2019年若鮎賞）
  - インペリシャブル（2019年鎌倉記念、2020年黒潮盃、2022年兵庫ウインターカップ、東海桜花賞）
- 2018年生
  - Mandaloun / マンダルーン（2021年ハスケルインビテーショナルステークス）
  - Rock Your World / ロックユアワールド（2021年サンタアニタダービー）
  - Laurel River / ローレルリバー（2024年ドバイワールドカップ）
  - マッドシェリー（2023年・2024年OROターフスプリント）[8]
- 2019年生
  - Nobals / ノーボールズ（2023年ブリーダーズカップ・ターフスプリント）
  - アンティキティラ（2022年花吹雪賞、若草賞、秋の鞍、2024年佐賀ヴィーナスカップ、読売レディス杯）
  - ヴァルツァーシャル（2024年マーチステークス）
  - ロードランヴェルセ（2024年トリトン争覇、名港盃）
- 2020年生
  - スギノプリンセス（2022年ブロッサムカップ）
  - セイレジーナ（2022年寒菊賞）
- 2021年産
  - テンカジョウ（2024年マリーンカップ、2025年兵庫女王盃、エンプレス杯）
  - トロヴァトーレ（2025年ダービー卿チャレンジトロフィー）
  - レッドオパール（2023年寒菊賞、2024年イーハトーブマイル）

## 血統表
| エンパイアメーカーの血統 | エンパイアメーカーの血統 | エンパイアメーカーの血統 | （血統表の出典） | （血統表の出典） |
| 父系                     | ミスタープロスペクター系 | ミスタープロスペクター系 | ミスタープロスペクター系 | [ § 2 ]          |
| 父 Unbridled 1987 鹿毛   | 父の父Fappiano 1977 鹿毛 | Mr. Prospector | Raise a Native | Raise a Native   |
| 父 Unbridled 1987 鹿毛   | 父の父Fappiano 1977 鹿毛 | Mr. Prospector | Gold Digger |                  |
| 父 Unbridled 1987 鹿毛   | 父の父Fappiano 1977 鹿毛 | Killaloe | Dr. Fager | Dr. Fager        |
| 父 Unbridled 1987 鹿毛   | 父の父Fappiano 1977 鹿毛 | Killaloe | Grand Splendor |                  |
| 父 Unbridled 1987 鹿毛   | 父の母Gana Facil 1981 栗毛 | Le Fabuleux | Wild Risk | Wild Risk        |
| 父 Unbridled 1987 鹿毛   | 父の母Gana Facil 1981 栗毛 | Le Fabuleux | Anguar |                  |
| 父 Unbridled 1987 鹿毛   | 父の母Gana Facil 1981 栗毛 | Charedi | In Reality | In Reality       |
| 父 Unbridled 1987 鹿毛   | 父の母Gana Facil 1981 栗毛 | Charedi | Magic |                  |
| 母 Toussaud 1989 黒鹿毛  | 母の父El Gran Senor 1981 鹿毛 | Northern Dancer | Nearctic | Nearctic         |
| 母 Toussaud 1989 黒鹿毛  | 母の父El Gran Senor 1981 鹿毛 | Northern Dancer | Natalma |                  |
| 母 Toussaud 1989 黒鹿毛  | 母の父El Gran Senor 1981 鹿毛 | Sex Appeal | Buckpasser | Buckpasser       |
| 母 Toussaud 1989 黒鹿毛  | 母の父El Gran Senor 1981 鹿毛 | Sex Appeal | Best in Show |                  |
| 母 Toussaud 1989 黒鹿毛  | 母の母Image of Reality 1976 鹿毛 | In Reality | Intentionally | Intentionally    |
| 母 Toussaud 1989 黒鹿毛  | 母の母Image of Reality 1976 鹿毛 | In Reality | My Dear Girl |                  |
| 母 Toussaud 1989 黒鹿毛  | 母の母Image of Reality 1976 鹿毛 | Edee's Image | Cornish Prince | Cornish Prince   |
| 母 Toussaud 1989 黒鹿毛  | 母の母Image of Reality 1976 鹿毛 | Edee's Image | Ortalan |                  |
| 母系(F-No.)              | 6号族(FN:6-d) | 6号族(FN:6-d) | 6号族(FN:6-d) | [ § 3 ]          |
| 5代内の近親交配          | In Reality M3×S4 = 18.75%、Buckpasser M4×S5 = 9.38%、Aspidistra S5×S5 = 6.25%、Rough'n Tumble S5×M5 = 6.25%、Native Dancer S5×M5 = 6.25% | In Reality M3×S4 = 18.75%、Buckpasser M4×S5 = 9.38%、Aspidistra S5×S5 = 6.25%、Rough'n Tumble S5×M5 = 6.25%、Native Dancer S5×M5 = 6.25% | In Reality M3×S4 = 18.75%、Buckpasser M4×S5 = 9.38%、Aspidistra S5×S5 = 6.25%、Rough'n Tumble S5×M5 = 6.25%、Native Dancer S5×M5 = 6.25% | [ § 4 ]          |
| 出典                     | 1. 2. 3. 4. | 1. 2. 3. 4. | 1. 2. 3. 4. | 1. 2. 3. 4.      |

### 血統背景
- 母、トゥーソード（1993年ゲイムリーブリーダーズカップハンデキャップ）
- 半兄、チェスターハウス（2000年アーリントンミリオンなど、種牡馬）
- 半姉、オネストレディ（2000年サンタモニカハンデキャップなど）
- 半兄、デカーチー（2002年フランク・E・キルローマイルハンデキャップなど、種牡馬）
- 半兄、チセリング（2002年セクレタリアトステークスなど、種牡馬）
- 甥（オネストレディの産駒）、ファーストディフェンス（2008年フォアゴーハンデキャップ、種牡馬）
- いとこ、インディゴシャイナー（ジェファーソンカップステークス、種牡馬）